# Халиев, Хасан Сираждиевич
Хаса́н Сиражди́евич Хали́ев (3 августа 1988 года, Грозный, Чечено-Ингушская АССР, РСФСР, СССР) — российский боец смешанных единоборств, многократный чемпион России, чемпион Евразии по рукопашному бою, 8 кратный чемпион России по кикбоксингу, 5 кратный победитель кубка России, 2 кратный чемпион Европы и 2 кратный чемпион мира по кикбоксингу, победитель кубка мира, победитель II Всемирных игр боевых искусств в Санкт-Петербурге (2013 год), чемпион России по кикбоксингу среди профессионалов по версии WAKO, чемпион Европы среди профессионалов по версии WKL, чемпион мира по кикбоксингу среди профессионалов по версии W5. Капитан Сборной России по кикбоксингу.

## Биография

### Ранние годы
Хасан Халиев родился 3 августа 1988 года в Грозном, в семье автомеханика Сираждия Халиева. В семье пять братьев: Аслан, Рустам, Адам и Хусейн (брат-близнец Хасана). Все они занимаются единоборствами. Родители прививали любовь к спорту детям с самого раннего детства. Когда Хасану было всего 3 года, он начал посещать с старшими братьями секции карате. В 1995 году пошел в первый класс грозненской школы № 14. В период второй военной компании семья Халиевых была вынуждена покинуть город и они переехали в палаточный лагерь «Северный» в селе Знаменское, где Хасан продолжил учёбу в местной сельской школе № 2. Хасан начинает посещать секции тхэквондо. Хасан Халиев имеет 2 высших образования, окончил МГУ Юридический факультет и НГГТИ спортивный факультет.

#### MIX FIGHT EVENTS
В 2016 году в Испании, Хасан Халиев провел титульный бой в поединке K1 RULES WKL в весовой категории до 76 кг против испанца — Виктор Гаруло, который до этого боя не знал поражений. За плечами Виктора Гаруло было 23 побед и 0 поражений. Но несмотря на преимущество противника в родных стенах, Халиев доминировал на протяжении всех 5 раундов боя и одержал победу единогласным решением судей, тем самым став Чемпионом Европы по кикбоксингу (по версии WKL).
Это на сегоднящний день самая важная победа в твоей спортивной карьере. Не важно стал ли ты чемпионом мира, Европы или России, главный показатель-твой соперник. Не важно какой у тебя рекорд, важнее с какими соперниками ты сражался", - Рамзан Кадыров на встрече с Хасаном Халиевым

## Статистика в профессиональном ММА
| Боёв 6   | Побед 4 | Поражений 2 |
| -------- | ------- | ----------- |
| Сдачей   | 2       | 1           |
| Решением | 2       | 1           |

| Результат | Рекорд | Соперник           | Способ                                    | Турнир                                                         | Дата            | Раунд | Время | Место               | Примечание |
| --------- | ------ | ------------------ | ----------------------------------------- | -------------------------------------------------------------- | --------------- | ----- | ----- | ------------------- | ---------- |
| Победа    | 4-2    | Юнус Ахмедов       | Решением (единогласным)                   | EFC 34 — Eagle Fighting Championship 34: Khavalov vs Magomedov | 19 марта 2021   | 3     | 5:00  | Краснодар, Россия   |            |
| Поражение | 3-2    | Артём Резников     | Сабмишном (удушение север-юг)             | ACA 100 Fight Day: Grozny                                      | 04 августа 2019 | 1     | 4:01  | Грозный, Россия     |            |
| Поражение | 3-1    | Артём Резников     | Решением (единогласным)                   | Alash Pride FC — Fortress and Friendship of People             | 30 апреля 2019  | 3     | 5:00  | Алма-Ата, Казахстан |            |
| Победа    | 3-0    | Гусейн Гаджиев     | Решением (большинством судейских голосов) | WFCA 46 International Tournament                               | 31 марта 2018   | 3     | 5:00  | Грозный, Россия     |            |
| Победа    | 2-0    | Абдулвадуд Вадудов | Сабмишн (удушение гильотиной)             | PBSC — Pancration Black Sea Cup 2014                           | 18 августа 2014 | 1     | 0:41  | Анапа, Россия       |            |
| Победа    | 1-0    | Андрей Васинца     | Сабмишн (рычаг локтя)                     | WWFC — Cage Encounter                                          | 14 июля 2014    | 1     | 3:15  | Кишинёв, Молдавия   |            |

## Статистика в профессиональном кикбоксинге
| № Боя | Результат | Рекорд | Соперник                        | Способ                  | Турнир                                                                                | Место проведения | Дата       |
| ----- | --------- | ------ | ------------------------------- | ----------------------- | ------------------------------------------------------------------------------------- | ---------------- | ---------- |
| 15    | Победа    | 15-0   | Жданов Никита · Россия          | Нокаут                  | MAXIMUM                                                                               | Москва, Россия   | 02.11.2018 |
| 14    | Победа    | 14-0   | Эркан Варол · Турция            | Решением (единогласным) | K1 — AKHMAT KICKBOXING                                                                | Грозный, Россия  | 16.08.2018 |
| 13    | Победа    | 13-0   | Расул Эшивов · Россия           | Решением (единогласным) | III — Открытый Кубок Чеченской Республики по профессиональному кикбоксингу            | Грозный, Россия  | 13.05.2018 |
| 12    | Победа    | 12-0   | Виктор Гаруло · Испания         | Решением (единогласным) | MIX FIGHT EVENTS                                                                      | Мадрид, Испания  | 05.03.2017 |
| 11    | Победа    | 11-0   | Абдул-Азиз Юсупов · Россия      | Решением (единогласным) | Финал Чемпионата России по кикбоксингу в разделе К1 — Памяти А. А. Кадырова           | Грозный, Россия  | 04.04.2017 |
| 10    | Победа    | 10-0   | Хасан Баратов · Узбекистан      | Решением (единогласным) | K1-AKHMAT                                                                             | Грозный, Россия  | 15.04.2016 |
| 9     | Победа    | 9-0    | Клюкин Павел · Россия           | Решением (единогласным) | K1 — Serpuhov                                                                         | Серпухов, Россия | 07.03.2015 |
| 8     | Победа    | 8-0    | Даци Дациев · Россия            | Решением (единогласным) | K1 — Dombay                                                                           | Россия Домбай    | 25.02.2014 |
| 7     | Победа    | 7-0    | Тадеу да Сан Мартино · Бразилия | Решением (единогласным) | II Всемирные игры боевых искусств                                                     | Бразилия Гуаружа | 18.10.2013 |
| 6     | Победа    | 6-0    | Венгрия                         | Решением (единогласным) | Чемпионат мира (2013)                                                                 | Венгрия          | 18.05.2013 |
| 5     | Победа    | 5-0    | Турция                          | Решением (единогласным) | Евро-2012                                                                             | Анкара Турция    | 03.11.2012 |
| 4     | Победа    | 4-0    | Северная Македония              | Решением (единогласным) | Чемпионат мира (2012)                                                                 | Македония        | 01.11.2012 |
| 3     | Победа    | 3-0    | Россия                          | Решением (единогласным) | Чемпионат России (2012)                                                               | Россия           | 19.05.2012 |
| 2     | Победа    | 2-0    | Стэфан Живкович · Россия        | Решением (единогласным) | Бой за звание чемпиона мира среди профессионалов по версии W5 — Памяти А. А. Кадырова | Грозный, Россия  | 14.01.2012 |
| 1     | Победа    | 1-0    | Валерий Дзюба · Россия          | Решением (единогласным) | Чемпионат России (2011)                                                               | Россия           | 08.04.2011 |